# Чернышов, Евгений Михайлович
Евге́ний Миха́йлович Чернышо́в (17 июля 1936, село Никольское, Воронежская область — 3 октября 2021, Воронеж) — советский и российский учёный в области строительного материаловедения, технологии и организационно-экономических проблем строительного производства, профессор Воронежского ГАСУ, академик РААСН. С 2003 года член экспертного совета Высшей аттестационной комиссии Минобрнауки по строительству и архитектуре. Член редакционных коллегий журналов «Строительные материалы», «Известия вузов. Строительство», «Нанотехнологии в строительстве: интернет-журнал» и др.

## Биография
Отец — Чернышов Михаил Фёдорович, рабочий Воронежского авиационного завода, мать — Чернышова Матрёна Михайловна.
В 1955 поступил в ВИСИ. После окончания ВИСИ с 1960 по 2006 годы работал в этом институте, пройдя путь от старшего инженера до профессора. С 1979 года был научным руководителем Проблемной госбюджетной научно-исследовательской лаборатории, с 1983 по 1991 годы — заведующим кафедрой технологии вяжущих веществ и бетонов; в 1991—2006 гг. был проректором ВГАСУ по научной и инновационной работе. С 2006 года — начальник Управления академического научно-образовательного сотрудничества, научный руководитель АНТЦ «Архстройнаука».
Скончался 3 октября 2021 года от коронавируса на 86-м году жизни.

## Научные интересы
Разработка фундаментальных проблем материаловедения строительных композиционных материалов, развитие методов управления химико-технологическими процессами структурообразования неорганических вяжущих веществ, строительных материалов и изделий, разработка методологии и научно-инженерных решений по переработке техногенных отходов. Занимался также анализом проблем экономической эффективности развития архитектурно-строительного комплекса.
Подготовил четырёх докторов и более 20 кандидатов наук.

## Публикации
Е. М. Чернышов является автором 7 монографий и более 140 научных статей. Ниже приведены основные из них.
- Чернышов Е. М., Воронин А. И.  Новые разработки проблемной лаборатории силикатных материалов и конструкций // Строительные материалы. — 1992. — № 11. — С. 5—6.
- Чернышов Е. М., Славчева Г. С.  Влажностное состояние и закономерности проявления конструкционных свойств строительных материалов при эксплуатации // Academia. Архитектура и строительство. — 2007. — № 4. — С. 70—77.
- Чернышов Е. М.  Управление сопротивлением конгломератных строительных композитов разрушению (основные концепции и вопросы теории) // Вестник гражданских инженеров. — 2009. — № 3. — С. 148—159.
- Чернышов Е. М.  Развитие теории системно-структурного материаловедения и высоких технологий строительных композитов нового поколения // Строительные материалы. — 2011. — № 7. — С. 54—60.
- Артамонова О. В., Чернышов Е. М.   Концепции и основания технологий наномодифицирования структур строительных композитов. Часть 1. Общие проблемы фундаментальности, основные направления исследований и разработок // Строительные материалы. — 2013. — № 9. — С. 82—90.
- Чернышов Е. М., Потамошнева Н. Д. . Материаловедение и технология автоклавных бетонов на основе хвостов обогащения железистых кварцитов. — Воронеж: ВГАСУ, 2004. — 159 с.
- Чернышов Е. М., Власов В. В., Баутина Е. В. . Прогнозирование полного и остаточного ресурсов ограждающих конструкций из ячеистого бетона. — Ростов-на-Дону: Изд-во Рост. гос. строит. университет, 2007. — 181 с. — ISBN 5-9525-0057-9.
- Чернышов Е. М., Дьяченко Е. И., Макеев А. И. . Неоднородность структуры и сопротивление разрушению конгломератных строительных композитов: вопросы материаловедческого обобщения и развития теории. — Воронеж: ВГАСУ, 2012. — 97 с. — ISBN 978-5-89040-406-0.

## Награды и звания
- Медаль «Ветеран труда» (1987)
- Почётный работник высшего профессионального образования России (1998)
- Почётный дорожник России (2003)
- Почётный строитель России (2004)
- Нагрудный знак «За заслуги перед Воронежским ГАСУ» (2005)
- Нагрудный знак Правительства Москвы «В. Г. Шухов» (2006)
- Диплом «Почётный профессор Пензенского государственного университета строительства и архитектуры» (2006)
- Диплом «Почётный профессор Волгоградского государственного архитектурно-строительного университета» (2009)
- Диплом «Почётный академик Международной академии наук Экологии и Безопасности жизнедеятельности (МАНЭБ)» (2010)[7]
- Нагрудный знак «Гражданский инженер С-Петербургского ГАСУ» (2011)
- Орден Российского Союза Строителей «За заслуги в строительстве» (2011)
- Знак отличия «За заслуги перед Воронежской областью» (2013)